# La famosa invasione degli orsi in Sicilia
La famosa invasione degli orsi in Sicilia è un romanzo scritto e illustrato da Dino Buzzati e pubblicato nel 1945 a puntate sul Corriere dei Piccoli. Nello stesso anno fu pubblicata in volume in un'edizione completamente rivista.

## Trama
Il libro narra delle vicende di un gruppo di orsi che vive sulle montagne della Sicilia sotto il comando di re Leonzio. Durante un inverno particolarmente rigido gli orsi si trovano senza cibo, e decidono quindi di invadere il Granducato di Sicilia per sopravvivere; Leonzio spera anche di ritrovare il figlio Tonio, rapito dai cacciatori alcuni anni prima.
Il Granduca manda il suo esercito contro gli orsi, la cui inferiorità è netta: gli animali sarebbero spacciati se non fosse per l'intervento del loro più valoroso e forte guerriero, l'orso Babbone, che mette in fuga i soldati nemici lanciando loro addosso delle enormi palle di neve. Gli orsi banchettano nel campo nemico, dove incontrano il professor De Ambrosiis, stregone ed ex-astrologo di corte del Granduca da lui licenziato per aver previsto la caduta del suo regno. Costui possiede una bacchetta magica, che può però essere utilizzata solo due volte e che egli conserva per guarirsi nel caso si ammalasse; il professor De Ambrosiis è però costretto a compiere un incantesimo per salvare gli orsi e se stesso dall'attacco dell'esercito di cinghiali del Sire di Molfetta, cugino e alleato del Granduca: questo incantesimo consiste nel far gonfiare i cinghiali fino a farli poi esplodere in cielo.
Dopo diverse peripezie gli orsi giungono alla capitale del Granducato, dove sperano di trovare cibo in abbondanza. Dopo una prima giornata di combattimenti infruttuosi, gli animali hanno la meglio grazie alle geniali invenzioni dell'orso Frangipane, che permettono loro di entrare in città. Leonzio e alcuni suoi fedeli irrompono nel teatro Excelsior, dove il Granduca, tenuto dai suoi collaboratori all'oscuro della reale situazione, sta assistendo allo spettacolo conclusivo della serata: Tonio, costretto a esibirsi come equilibrista. Leonzio riconosce immediatamente il figlio e si lancia verso di lui, ma il Granduca spara all'orsacchiotto ferendolo mortalmente. I compagni di Leonzio uccidono il Granduca, mentre il professor De Ambrosiis, pur con estrema riluttanza, usa il secondo e ultimo incantesimo della sua bacchetta magica per guarire Tonio. Inizia così il regno di Leonzio sulla città, all'insegna della pacifica convivenza tra orsi e uomini.
Col passare degli anni, però, gli orsi cominciano a corrompersi, assumendo abitudini umane come l'indossare vestiti e il bere. Il ciambellano, l'orso Salnitro, è al centro di questo processo: distratta l'attenzione di Leonzio con la costruzione di un monumento in suo onore, Salnitro apre una bisca (nella quale Leonzio sorprende il figlio Tonio) e organizza feste sfrenate in un palazzo nascosto, rubando poi al professor De Ambrosiis una seconda bacchetta magica che questi si era costruito. Il ciambellano, nella sua sete di potere, giunge a ferire mortalmente Leonzio quando questi, insieme ai suoi fedeli, esce in mare per combattere un terribile serpente marino che minaccia la città; Salnitro viene però immediatamente ucciso dall'orso Gelsomino, l'unico a essersi accorto delle sue macchinazioni.
Sul letto di morte re Leonzio chiede agli orsi di lasciare la città e le ricchezze che li hanno corrotti e di tornare alle montagne, dove ritroveranno la pace dell'animo; gli animali rispettano la sua volontà, abbandonando per sempre gli uomini.

## Adattamento teatrale
Dal romanzo è stato tratto nel 1965 uno spettacolo teatrale per ragazzi, con marionette e attori, a cura della compagnia Fratelli Colla, oggi Teatro Colla.

## Adattamento cinematografico
Dopo una gestazione di sei anni, nel maggio del 2019 è stato presentato al Festival del cinema di Cannes, sezione Un certain regard, l’omonimo film d’animazione diretto da Lorenzo Mattotti.

## Edizioni
- Dino Buzzati, La famosa invasione degli orsi in Sicilia, 1ª ed., Milano-Roma, Rizzoli, 1945, SBN RML0091235.
- Dino Buzzati, La famosa invasione degli orsi in Sicilia, Firenze, Aldo Martello Editore, 1958-1965-1973.
- Dino Buzzati, La famosa invasione degli orsi in Sicilia, Firenze, Giunti, 1966, SBN RAV0184622.
- Dino Buzzati, La famosa invasione degli orsi in Sicilia, Firenze-Milano, Martello-Giunti, 1974, SBN LIA0101846.
- Dino Buzzati, La famosa invasione degli orsi in Sicilia, Milano, Mondadori, 1977-1983-1993, SBN RLZ0213978. - A cura di Ferdinando Albertazzi, Appendice di Maria Rancati, Collana Oscar Letture n.6, 1980; Einaudi scuola, 1992; Collana Contemporanea, Mondadori, 2000; Collana Oscar junior, Mondadori, 2000-2015; Collana Oscar Scrittori del Novecento n.1789, Mondadori, 2002.
- Dino Buzzati, La famosa invasione degli orsi in Sicilia, a cura di Lorenzo Viganò, Collana Oscar Baobab moderni, Milano, Mondadori, 2017, ISBN 978-88-046-8227-1.
- Dino Buzzati, La famosa invasione degli orsi in Sicilia, a cura di Lorenzo Viganò. Edizione speciale. Con le pagine del «Corriere dei Piccoli», i disegni inediti e il racconto della genesi del film animato di Lorenzo Mattotti, Collana Oscar Moderni Baobab, Milano, Mondadori, 2019, ISBN 978-88-047-2142-0.
- (EN) Dino Buzzati, The Bears' Famous Invasion of Sicily, traduzione di Frances Lobb, Introduzione di Lemony Snicket, New York, HarperTrophy, 2005, ISBN 0-06-072608-3.
- (FR) Dino Buzzati, La Fameuse Invasion de la Sicile par les ours, traduzione di Hélène Pasquier, Paris, Gallimard, 1988, ISBN 2-07-033490-2.